# Jean Ichbiah
Jean David Ichbiah est un ingénieur français né le 25 mars 1940 à Paris et mort le 26 janvier 2007 à Boston. Il fut le principal concepteur du langage de programmation Ada entre 1977 et 1983, en réponse à un appel d'offres du département de la Défense américain. Le nom de ce langage est un clin d'œil à Ada Lovelace qui est considérée comme la première programmeuse du monde.

## Biographie
Il avait d'abord travaillé à la CII, et s'était occupé de la réécriture du système d'exploitation Siris 7 de l'Iris 80. Cette version, dénommée Siris 8, était beaucoup plus aboutie. Elle a été utilisée pour faire fonctionner un Iris 80 triprocesseur à Évry. Siris 8 incluait aussi un important logiciel de routage pour le transport des données vers d'autres ordinateurs, Transiris.
Il s'était aussi occupé de l'implantation sous Siris 8 de Simula 67, disponible par ailleurs uniquement sur CDC et Univac.
Il a ensuite animé le projet LIS (Langage d'Implémentation de Systèmes), langage à deux couches (modules de haut niveau et de bas niveau), inspiré de Modula 2 et de Simula, destiné à rendre portables les systèmes d'exploitation par la simple réécriture des modules de bas niveau, censés selon lui représenter 5 % du code du Système. Mais ce langage devait rester confidentiel.
Son équipe étant menacée par la fusion CII / Honeywell Bull, il la proposa pour représenter Honeywell dans la compétition Ada, à laquelle participèrent dix-sept équipes. Le travail se poursuivit pour l'essentiel chez CII Honeywell Bull (CII-HB) à Louveciennes. Compte tenu du cahier des charges et de différents arbitrages, Ada est probablement moins élégant que LIS[non neutre].
Il a ensuite créé la société Alsys à La Celle-Saint-Cloud pour multiplier les compilateurs Ada. En 1991, il revendit ses parts à Thomson-CSF pour partir aux États-Unis, où il fonda la société Textware pour commercialiser des solutions de saisie de texte rapide.
Il est décédé en 2007 des suites d'une tumeur cérébrale.

## Distinctions
Le 2 février 1987, Jean Ichbiah est élu correspondant de l'Académie des sciences dans la section des sciences mécaniques et informatiques.
Jean Ichbiah a reçu la Légion d'honneur ainsi qu'un Certificate of Distinguished Service du Département américain de la défense en reconnaissance de son travail sur le langage Ada. Il l'a reçue de la part de Valéry Giscard d'Estaing, le 20 septembre 1979, à l'occasion de l'inauguration du Salon international de l'informatique, de la communication et de l'organisation de bureau (SICOB).